# إجازة سنتين
إجازة سنتين (بالفرنسية: Deux ans de vacances)، (بالإنجليزية: Two Years' Vacation) هي رواية من تأليف الروائي جول فيرن صدرت عام 1888.

## الحبكة
تدور القصة في مارس 1860 حيث تحكي عن مجموعة من تلاميذ المدارس الذين تتراوح أعمارهم بين ثمانية وأربعة عشر عامًا كانوا على متن سفينة وزنها 100 طن تسمى سليوث في أحد الموانئ في أوكلاند، نيوزيلندا، حيث يستعدون للانطلاق في عطلة مدتها ستة أسابيع. كانوا جميع التلاميذ بريطانيون، باستثناء طالب واحد أمريكي يُدعى جوردون وشقيقان فرنسيان هما بريانانت وجاك.
في حين كان التلاميذ في السفينة والطاقم عند الشاطئ، يتم فك وثاق المراسي في ظروف مجهولة وتنجرف السفينة إلى البحر، حيث ساهمت عاصفة بضياع السفينة وسط لبحر. وبعد اثنتين وعشرين يومًا، يجد الصبية أنفسهم ملقيين على شاطئ جزيرة مجهولة. يذهبون في العديد من المغامرات فيها ويقومون بصيد الحيوانات البرية للبقاء على قيد الحياة. وظلوا هناك لمدة عامين كاملين حتى تصل سفينة عابرة بالقرب من الجزيرة. حيث أن السفينة قد استولى عليها المتمردون، بقصد تهريب العبيد. يتمكن الأولاد من هزيمة المتمردين والهروب من الجزيرة، التي اكتشفوا أنها قريبة من الساحل التشيلي (جزيرة هانوفر الواقعة عند 50 ° 56 ')